# تشاد هيرلي
تشاد ميريديث هيرلي (بالإنجليزية: chad meredith hurley)‏ (ولد في 24 يناير 1977) رجل أعمال، صحفي، سياسي، المؤسس المساعد والرئيس التنفيذي لموقع مشاهدة ومشاركة الفيديوهات الشهير «يوتيوب» و«ميكس بت». في يونيو 2006، تم اختياره ليكون في المركز 28 في قائمة مجلة بيزنيز للقرن العشرين «50 شخص يهتم الآن».
في أكتوبر 2006، باع مع شريكه ستيف تشين موقع يوتيوب لشركة جوجل مقابل 1.65 مليار دولار.
عمل تشاد لفترة كمهندس تنفيذي في شركة إيباي قسم الدفع الإلكتروني «باي بال». شملت أحد مهماته على تصميم الشعار الخاص للباي بال قبل أن يبدأ العمل مع ستيف تشين وجاود كريم. كان هيرلي مسئولا عن ربط ومشاركة الفيديوهات من اليوتيوب إلى المواقع الأخرى والعكس.

## السيرة الذاتية

### الحياة الشخصية

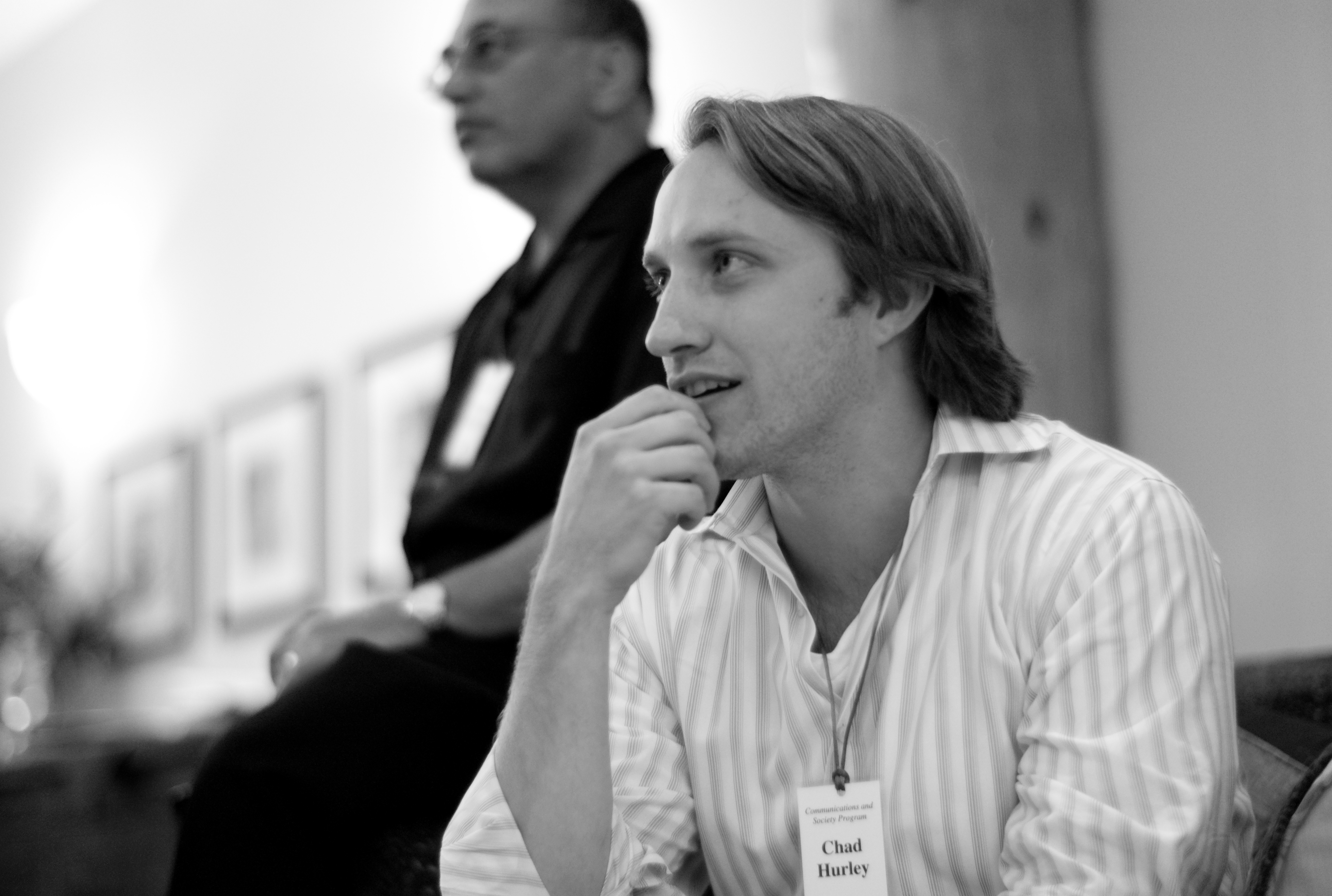
تشاد هيرلي عام 2007.

ولد هيرلي يوم 24 يناير 1977، في ريدينغ، بولاية بنسيلفانيا. وهو الابن الثاني لدون وجوان هيرلي. عاش فترة طفولته بالقرب من بيردس برو، بولاية بنسيلفانيا مع شقيقته الكبرى هيثر وشقيقه الأصغر برنت. ظهر اهتمام هيرلي الكبير بالفنون منذ صغره قبل أن يتحول هذا الاهتمام إلى أجهزة الكمبيوتر والوسائط الإلكترونية خلال المدرسة الثانوية.
إشتهر هيرلي بكونه عداء بارزا في مدرسته الثانوية بقريه توين فالي، إشترك في العديد من المسابقات فاز مرتين بالمركزالأول الأولى في عام 1992 والأخرى في عام 1994. لم يكن اهتمام هيرلي الوحيد في تلك الفترة بالأنشطة الرياضية فقط فقد إشترك في نادي التكنولوجيا.
تخرج هيرلي من المدرسة الثانوية في عام 1995 ليلتحق بجامعة إنديا كلية الفنون في بنسيلفانيا حاصلاً على درجة البكالوريوس في عام 1999.
تزوج هيرلي من كاثي كلارك إبنه رجل الأعمال وعالم الكمبيوتر الشهير جيمس كلارك.

### اليوتيوب

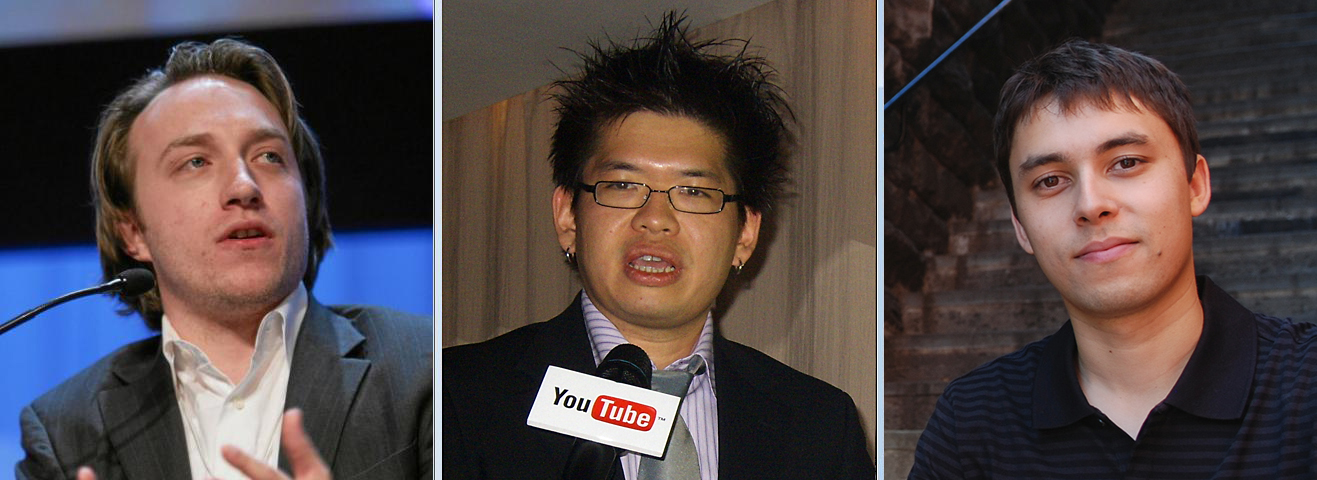
مؤسسو يوتيوب من اليمين إلى اليسار: جاود كريم، وستيف تشين ، وتشاد هيرلي.

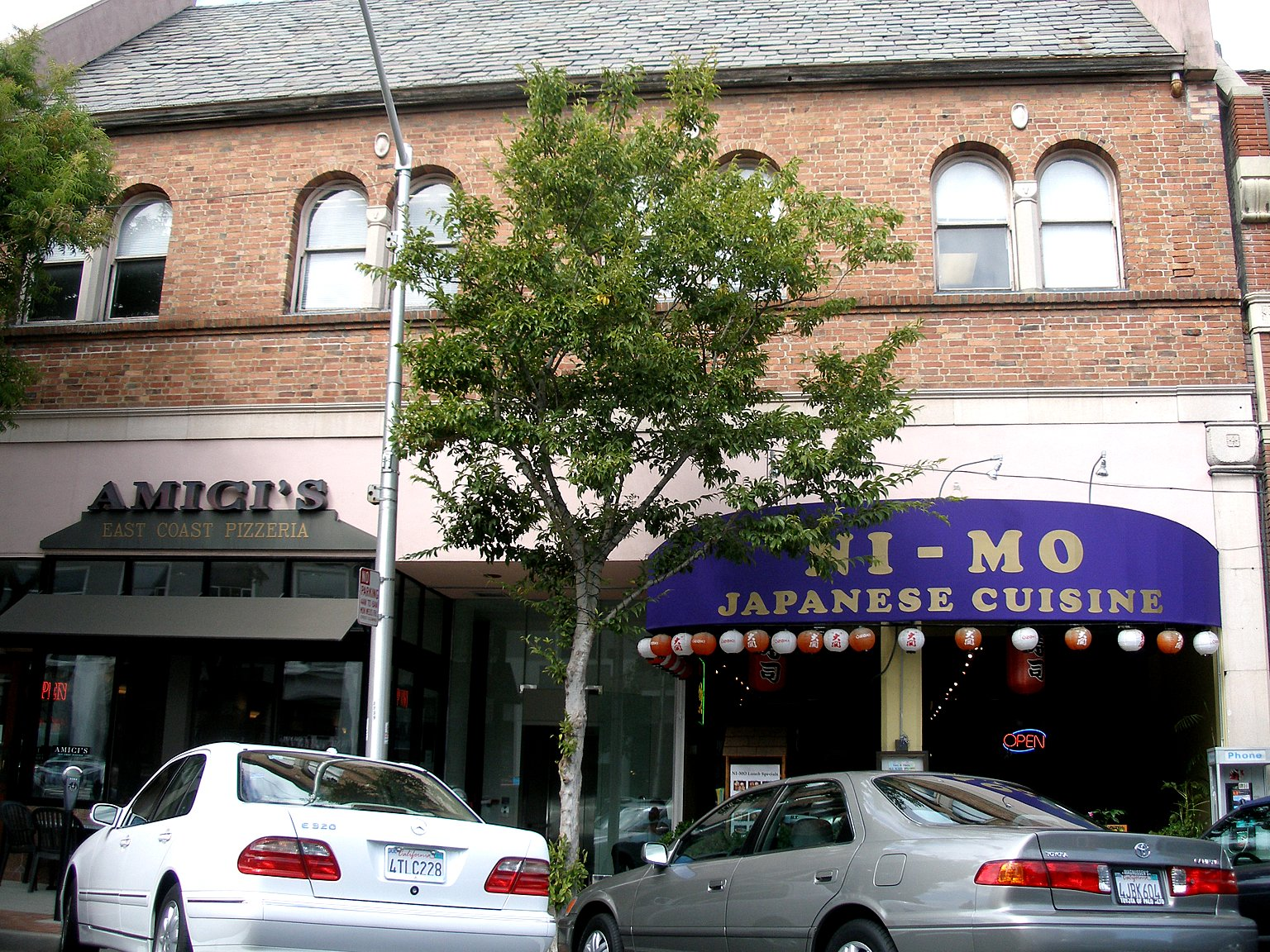
مقر يوتيوب الأول في سان ماتيو

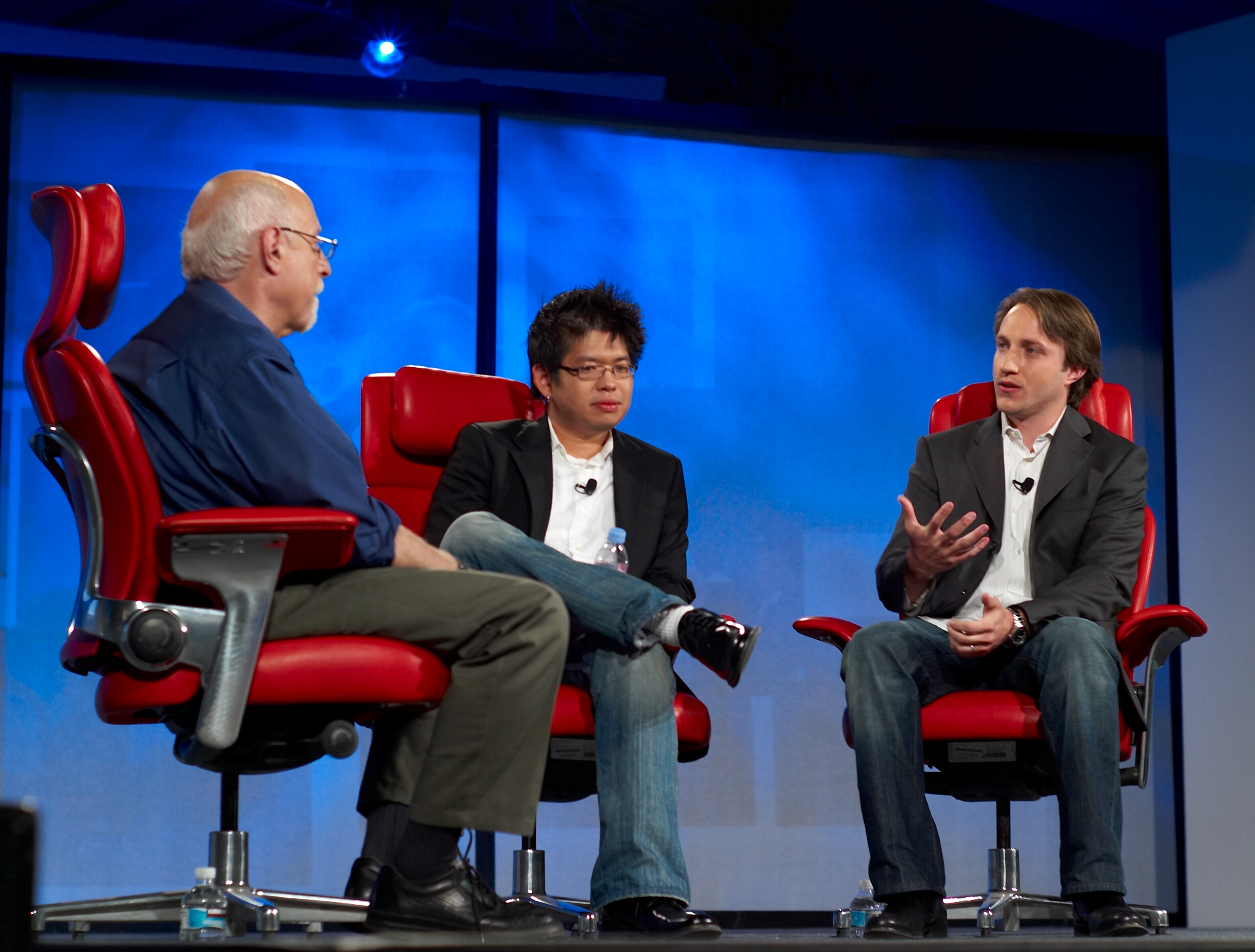
تشاد هيرلي مع زميله ستيف تشين (في الوسط) في تأسيس اليوتيوب في مؤتمر كل الأشياء رقمية لعام 2007.

قام هيرلي بتأسيس موقع اليوتيوب في عام 2005 مع ستيف تشين وجاود كريم. في إكتوبر 2006، باع كلا من تشين وهيرلي موقع اليوتيوب لشركة جوجل مقابل 1.65 مليار دولار. صرحت صحيفة وول ستريت أن نصيب تشاد هيرلي قد بلغ 345.6 مليون دولار من أرباح اليوتيوب من جوجل في 7 فبراير 2007 أي أن السهم الواحد بلغ سعره حوالي 470.01 دولار، استلم منهم 694.087 دولار نقدا و 41.232 في شكل أسهم. بينما إستلم زملائه ستيف تشين وجاود كريم 625.366 سهم، 137.443 سهم بما يقارب 326.2 مليون و 64.6 مليون.
إعتمدت صحيفة وول ستريت على تعليقات جوجل مع هيئة الأوراق المالية والبورصات الأمريكية المسجل في 7 فبراير 2007.
في إكتوبر 2010، استقال هيرلي من منصبه كمدير تنفيذي لليوتيوب مع حفاظة على منصبه كمستشار لليوتيوب ليحل محله سالار كامانجار.

### ميكس بت
في أغسطس 2013، أنشا هيرلي شركة خاصه أسماها ميكس بت تقوم بتعديل الفيديوهات للهواتف المحمولة. وفقا لستيف تشين، فإن هيرلي دائما ما كان يحلم بإنشاء شركة لتعديل الفيديوهات حتى قبل إنشاءه موقع اليوتيوب. 

يهدف التطبيق إلى تسجيل وتعديل الفيديوهات الشهيرة الموجودة على مواقع مثل فاين، إنستجرام وفايكلون. الحد الأقصى للتسجيل هو 256 فيديو بشرط ألا تتعدى مده المقطع الواحد أكثر من 16 ثانية. استخدام التطبيق بسيط وهو ما يميزه عن باقي التطبيقات الأخرى.

## فورميلا ون
كان هيرلي من أكبر المستثمرين في فريق يو إي إف ون (US F1) المشارك في سباقات فورميلا ون لموسم 2010. في 2 مارس 2010، أعفاه الفريق من منصبه وواجباته وتم إغلاق الفريق بشكل رسمي.
في الأونة الأخيره، ظهرت العديد من الإشاعات مفادها محاولات هيرلي العديدة للعودة إلى فورميلا ون عن طريق فرق أخرى.

## الإستثمارات
هيرلي رجل أعمال بارز فمع إستثماراته العديده في سباقات الفورميلا ون، هو أحد ملاك فريق غولدن ستايت ووريورز أحد فرق الرابطة الوطنية لكرة السلة ونادي لوس أنجلوس أحد فرق الدوري الأمريكي لكرة القدم.

## وصلات خارجية
- تشاد هيرلي على موقع IMDb (الإنجليزية)
- تشاد هيرلي على موقع مونزينجر (الألمانية)
- تشاد هيرلي على موقع إن إن دي بي (الإنجليزية)
- تشاد هيرلي على موقع قاعدة بيانات الفيلم (الإنجليزية)
- مقابلة تشاد هيرلي مع مايكل موريتز في مؤتمر تك 40
- لمحة عن تشاد هيرلي نسخة محفوظة 19 مايو 2008 على موقع واي باك مشين.

### الفيديوهات
- مقابلة مع تشاد هيرلي وستيف تشين
- تاريخ اليوتيوب من عام 2005 إلى عام 2016